# Біликівська сільська рада (Козелецький район)
Бі́ликівська сільська́ ра́да — адміністративно-територіальна одиниця та орган місцевого самоврядування в Козелецькому районі Чернігівської області. Адміністративний центр — село Білики.

## Загальні відомості
- Населення ради: 595 осіб (станом на 2001 рік)

## Населені пункти
Сільській раді були підпорядковані населені пункти:
- с. Білики (317 осіб)
- с. Жилин Млинок (28 осіб)
- с. Набільське (84 особи)
- с. Туманська Гута (166 осіб)

## Склад ради
Рада складалася з 12 депутатів та голови.
- Голова ради: Озимай Світлана Михайлівна
- Секретар ради: Белуга Наталія Миколаївна

### Керівний склад попередніх скликань
| Прізвище, ім'я, по батькові | Основні відомості                                                                                                | Дата обрання | Дата звільнення |
| --------------------------- | --- | ------------ | --------------- |
| Озимай Світлана Михайлівна  | Сільський голова, 1970 року народження, освіта середня спеціальна, член Всеукраїнського об'єднання «Батьківщина» | 26.03.2006   | 31.10.2010      |
| Озимай Світлана Михайлівна  | Сільський голова, 1970 року народження, освіта середня спеціальна, позапартійна                                  | 31.10.2010   |                 |

Примітка: таблиця складена за даними сайту Верховної Ради України

### Депутати
За результатами місцевих виборів 2010 року депутатами ради стали:

#### За суб'єктами висування
| Суб'єкт висування                                       | Кількість обраних депутатів | %    |
| ------------------------------------------------------- | --------------------------- | ---- |
| Політична партія Всеукраїнське об'єднання «Батьківщина» | 7                           | 58,3 |
| Партія регіонів                                         | 4                           | 33,3 |
| Народна партія                                          | 1                           | 8,3  |

#### За округами
| № округу                                                | Прізвище, ім'я, по батькові        | Дата визнання обраним | Освіта             | Партійна приналежність                        | Відомості про обраного депутата                      |
| ------------------------------------------------------- | ---------------------------------- | --------------------- | ------------------ | --------------------------------------------- | ---------------------------------------------------- |
| Народна Партія                                          |                                    |                       |                    |                                               |                                                      |
| 10                                                      | Білуга Наталія Миколаївна          | 01.11.2010            | середня спеціальна | позапартійна                                  | Біликівська сільська рада, секретар                  |
| Партія регіонів                                         |                                    |                       |                    |                                               |                                                      |
| 1                                                       | Дяченко Валентина Іванівна         | 01.11.2010            | вища               | позапартійна                                  | пенсіонер                                            |
| 6                                                       | Кузьменко Микола Григорович        | 01.11.2010            | вища               | член Партії регіонів                          | Біликівський фельдшерсько-акушерський пункт, фельшер |
| 7                                                       | Петрик Ігор Вікторович             | 01.11.2010            | середня спеціальна | позапартійний                                 | тимчасово не працює                                  |
| 12                                                      | Кукса Станіслав Васильович         | 01.11.2010            | середня            | позапартійний                                 | ДП «Остер-лісгосп», водій                            |
| Політична партія Всеукраїнське об'єднання «Батьківщина» |                                    |                       |                    |                                               |                                                      |
| 2                                                       | Озимай Любов Степанівна            | 01.11.2010            | середня            | член Всеукраїнського об'єднання «Батьківщина» | тимчасово не працює                                  |
| 3                                                       | Онопрієнко Валентина Володимирівна | 01.11.2010            | середня спеціальна | позапартійна                                  | пенсіонер                                            |
| 4                                                       | Мартиненко Тамара Миколаївна       | 01.11.2010            | середня            | член Всеукраїнського об'єднання «Батьківщина» | Біликівська сільська бібліотека, бібліотекар         |
| 5                                                       | Лях Олена Михайлівна               | 01.11.2010            | середня            | член Всеукраїнського об'єднання «Батьківщина» | Остерське відділення зв"язку, листоноша              |
| 8                                                       | Орлова Валентина Олександрівна     | 07.11.2010            | середня спеціальна | позапартійна                                  | Біликівська сільська рада, головний бухгалтер        |
| 9                                                       | Іллюша Ганна Миколаївна            | 01.11.2010            | середня спеціальна | позапартійна                                  | пенсіонер                                            |
| 11                                                      | Озимай Анатолій Степанович         | 01.11.2010            | середня            | позапартійний                                 | ПП «Остербудсервіс», слюсар-сантехнік                |